# Gears 5
Gears 5 est un jeu de tir à la troisième personne développé par The Coalition et édité par Xbox Game Studios, sorti le 10 septembre 2019 sur Xbox One et Microsoft Windows et le 10 novembre 2020 sur Xbox Series dans une version améliorée. C'est le cinquième opus de la franchise Gears of War. 
Le jeu est annoncé lors de la conférence Microsoft de l'E3 2018.

## Trame

### Synopsis
Gears 5 se concentre sur le personnage de Kait Diaz (Laura Bailey). En incarnant Kait, le joueur doit découvrir les origines de la famille des Kait ainsi que de l'origine des Locust. Le héros principal de Gears of War 4, JD Fenix (Liam McIntyre), son ami Delmont Walker (Eugene Byrd) et le père de JD, Marcus Fenix (John DiMaggio) sont également de retour.

### Scénario

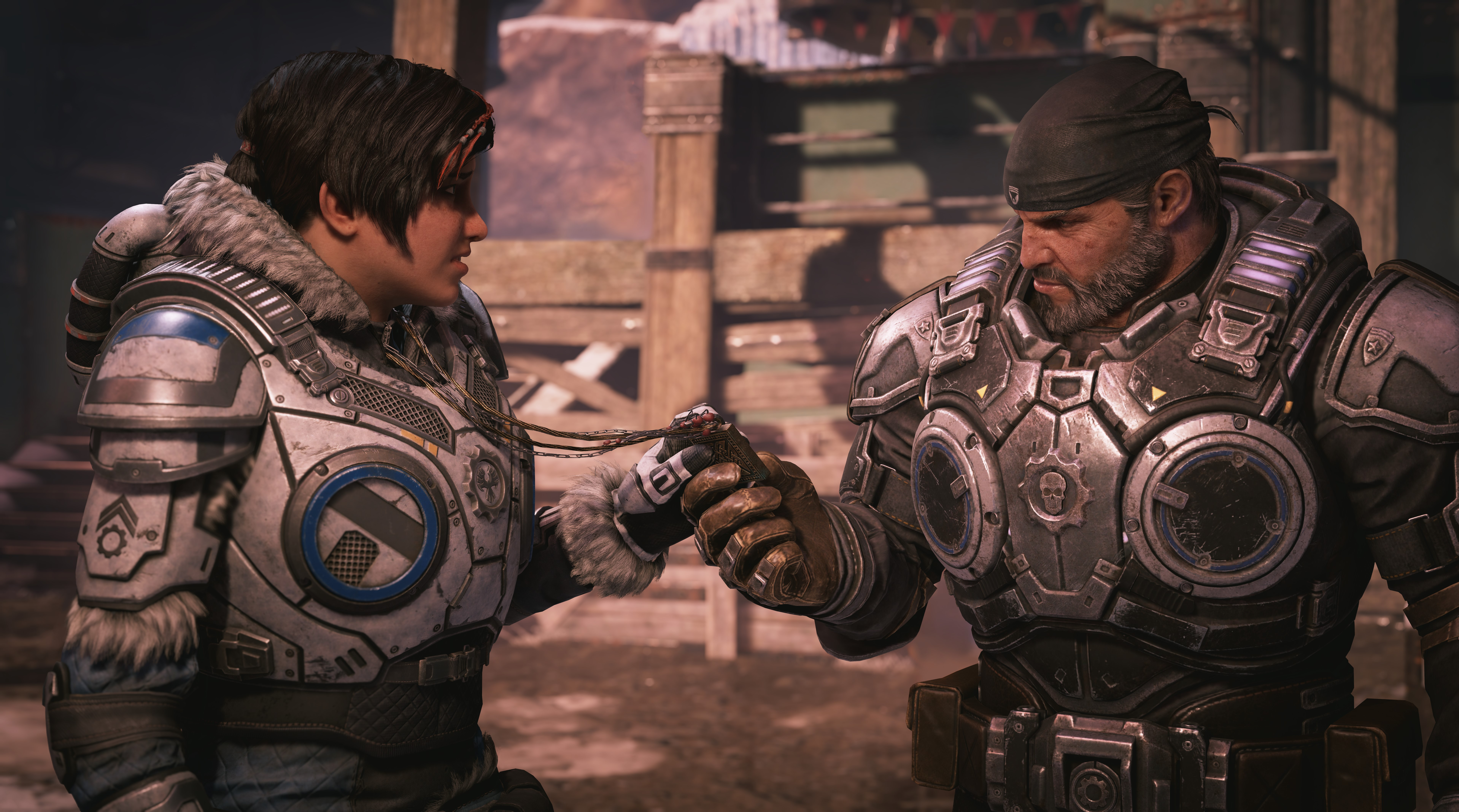
Kait et Marcus dans Gear5

Kait, JD, Del et Marcus se rendent dans les ruines d’Azura pour lancer un prototype de satellite Rayon de l'Aube afin de restaurer le réseau Rayon de l'Aube. Après le lancement réussi, ils rentrent dans la capitale de la CGU, la Nouvelle Ephyra, mais découvrent auprès de Baird qu'il ne peut toujours pas localiser les autres satellites. Jinn découvre le lancement et leur ordonne de ne pas rétablir le réseau, ce qui irait à l'encontre des souhaits de Anya Fenix, décédée, qui avait décidé de retirer définitivement le rayon de l'aube. Jinn reçoit alors le message que le camp 2 est attaqué et envoie l’escouade de JD assister à l’évacuation. Un homme nommé Fahz, impliqué dans un incident qui a poussé JD et Del à abandonner le CGU, les a accompagnés dans la défense de la colonie. L'incident en question impliquait Fahz qui avait ordonné à un escadron de drones armés de tirer sur des citoyens protestant contre le camp 2. Fahz a révélé qu'il ne faisait que suivre les ordres de JD, ce qui a provoqué la perte de confiance de Del et Kait. Alors que les attaques de la vermine s'intensifient et menacent de détruire le convoi d'évacuation, JD ordonne à Baird de tirer avec le rayon de l'aube. Alors que les forces  ennemi sont annihilées, le rayon de l'aube fonctionne mal et commence à tirer violemment, entraînant la mort de Lizzie Carmine et de nombreux civils.
Quatre mois plus tard, Kait et Del arrivent dans un village Outsider situé dans le squelette du ver Rift afin de les convaincre de rejoindre le CGU. Le chef du village, l'oncle Oscar de Kait, refuse de le rejoindre, mais le village est soudainement attaqué par l'essaim. Au cours de la bataille, Kait commence à avoir une vision vivante de l’essaim, y compris la mort d’Oscar aux mains d’un gardien de l’essaim. Des renforts de la CGU dirigés par JD arrivent ensuite pour évacuer le village. Kait raconte à tout le monde ses visions et Marcus lui recommande de se rendre dans un laboratoire secret situé à New Hope, dans le nord du pays, pour y trouver des réponses. Del décide de l'accompagner. À leur arrivée au laboratoire, Marcus explique que le scientifique en chef, Niles Samson, avait déjà expérimenté sur des enfants d’êtres humains souffrant d’empoisonnement par Imulsion. Ils trouvent des indices qui les mènent au mont Kadar, un ancien bastion des Locustes.
Kait et Del continuent vers le mont Kadar, où ils trouvent un autre laboratoire secret du COG caché dans la montagne. Là-bas, ils trouvent Niles toujours en vie en tant que construction d'IA. Niles leur explique que le Criquet est le résultat de ses expériences génétiques secrètes, en manipulant l'ADN des enfants infectés par Imulsion, transformés au fil des générations en monstres vils redoutés. Il révèle également que la reine Myrrah était à l'origine un humain qui possédait une immunité totale contre Imulsion et pouvait contrôler le criquet pèlerin. Cependant, elle est devenue berserk lorsque sa fille Reyna a été extraite du laboratoire par son père, provoquant ainsi sa guerre contre l'humanité, les problèmes de Lambent étant survenus beaucoup plus tard. Kait panique quand elle se rend compte qu'elle est la prochaine reine des Locustes et demande à être séparée de l'esprit de Swarm. Niles met Kait dans une machine spéciale d'analyse du cerveau, qui réussit à séparer Kait de l'esprit hivernal, mais également à réveiller la conscience de Reyna, qui réside toujours dans l'esprit hivernal. Niles tente alors de fuir mais est détruit par l'une de ses propres créations, la matriarche. Réalisant qu'une Reyna en train de renaître est maintenant la nouvelle reine de la Ruche, Kait réaffirme le besoin du COG de réactiver le Rayon de l'Aube.
Baird emmène le groupe à Vasgar, où se trouvait le programme spatial secret de l'Union des républiques indépendantes, où il retrouvera son ancien camarade d'escouade, Paduk. Il révèle que l'URI avait une fusée chargée de satellites Rayon de l'Aube prête à être lancée, un fait que le COG et l'URI ont tenu secrets au public. JD et Fahz viennent également pour aider Kait, JD s'excusant pour son comportement passé. Ils parviennent à assembler et à lancer la fusée malgré la résistance de la Ruche, y compris un ver Rift muté connu sous le nom de Kraken. À son retour à la Nouvelle Ephyra, cependant, Jinn tente d’arrêter Kait, dans l’intention de la connecter de force à l’individu pour tenter de contrôler l’essaim. Les amis de Kait interviennent pour arrêter Jinn lorsque l'essaim attaque la Nouvelle Ephyra. Les Gears tentent de mettre en place des balises pour fournir des données sur les cibles au Rayon de l'Aube, mais le Kraken détruit les balises. La reine Reyna apparaît alors et attaque Kait, JD et Del, laissant à Kait le choix de sauver JD ou Del, laissant Reyna tuer l'autre. Les Gears sont obligés de se replier sur le mur extérieur de New Ephyra lorsque le ver Swift Rift attaque, mais le compagnon robotique de l'escouade, Jack, détruit le ver Rift en s'utilisant comme balise pour le Rayon de l'Aube, se sacrifiant par la même occasion. Dans la foulée, Marcus avertit Kait que la reine Reyna reviendra, et Kait remarquera qu'ils la retrouveront avant de jeter son collier de Locustes.

## Système de jeu
En plus du jeu solo, le jeu propose un mode en coopération local en écran partagé à trois joueurs, ainsi que plusieurs modes de jeux en ligne.

## Développement

### Changement de titre et de protagoniste
Gears 5 est développé par The Coalition comme une suite directe de Gears of War 4. Contrairement aux jeux précédents de la série Gears of War, le jeu s'intitule simplement « Gears 5 » sans « of War » dans le titre. Le responsable marketing Xbox, Aaron Greenberg, a expliqué que le nouveau titre était « plus approprié » et qu’il s’agissait d’un changement naturel, car le jeu n'a plus pour cadre une guerre depuis des années. 
Pour Gears 5, The Coalition a décidé de placer l'attention des joueurs sur Kait Diaz. Selon Rod Fergusson, directeur du studio, « c'était un choix naturel. Quand vous jouez à Gears of War 4, considérez-le comme le film Mad Max: Fury Road. C'était vraiment l'histoire de Furiosa, et Max était le coup de pied de côté. C'est ce qu'on ressent en jouant à  Gears 4. Tout le jeu consiste à sauver la mère de Kait, et JD est vraiment là pour l'aider. ».

### Distribution des rôles
La distribution des rôles principaux comprend les acteurs habituels de la franchise depuis sa création. Ainsi, John DiMaggio Fred Tatasciore, Lester « Rasta » Speight (en) et Carolyn Seymour reprennent respectivement Marcus Fenix, Damon Baird, Augustus « Cole Train » Cole et la reine Myrrah,. Par rapport au volet précédent, Kait Diaz et JD Fenix sont de nouveaux interprétés par Laura Bailey et Liam McIntyre tandis que Eugene Byrd joue Delmont « Del » Walker, Justina Machado reprend Reyna Diaz et Angel Desai (en) la Première ministre Mina Jinn,. Seul changement, celui d'Oscar Diaz qui est interprété par Al Rodrigo (en), ce dernier remplaçant Jimmy Smits.
Michael Gough reprend le rôle de Clayton Carmine qu'il tient dans le troisième volet et Chris Cox (en) campe de nouveau Garron Paduk comme dans Judgment. Pour les nouveaux personnages, Rahul Kohli donne sa voix à Fahz Chutani et Sarah Elmaleh à Elizabeth « Lizzie » Carmine,.
Linda Hamilton reprend le rôle de Sarah Connor qu'elle tient dans les films Terminator.

## Commercialisation
Gears 5 a été annoncé à l'E3 2018, aux côtés de Gears Pop et Gears Tactics,. La sortie du jeu est annoncée pour le 10 septembre 2019 sur Xbox One et Windows 10 dans le cadre du programme Xbox Play Anywhere. Lors de l'E3 2019, il a été révélé que, pour le jeu à venir, le film et le prochain film Terminator: Dark Fate, laisseraient les joueurs contrôler soit Sarah Connor avec Linda Hamilton incarnant son personnage, soit un modèle Terminator T-800 sous forme de bonus de pré-commande ou via Xbox Game Pass et Xbox Game Pass Ultimate. En plus des éditions standard et ultime, un ensemble de bundle Xbox One X Gears 5 Édition limitée a été annoncé pour être commercialisé le même jour que la sortie du jeu. Le kit comprend notamment l'édition ultime du jeu, une console Xbox One X en édition limitée, une manette, un casque, un clavier sans fil, une souris Razer (pour console et PC), des disques durs externes Seagate, Gears of War: Ultimate Edition et les versions standards de Gears of War 2, Gears of War 3 et Gears of War 4.

## Accessibilité au handicap
Gears 5 est le premier jeu Xbox Game Studio à être entièrement accessible aux personnes handicapées.

## Accueil
Le jeu a reçu de bonnes critiques au niveau de la presse comme des joueurs, noté 85/100 sur Metacritic ainsi que 18/20 sur le site français Jeuxvideo.com.